# San José del Boquerón
San José del Boquerón es una localidad argentina ubicada en el departamento Copo de la provincia de Santiago del Estero. Se encuentra sobre la ruta provincial 2, en la margen izquierda del río Salado, 90 kilómetros al Sudoeste de Monte Quemado.
El municipio abarca una extensa área de 60 x 60 km, con su población distribuida en 96 caseríos siendo 30 los más importantes. Carece de acceso pavimentado, y la principal riqueza de la región es la forestación, aunque la tala indiscriminada disminuyó notablemente la misma y perjudicó el medio ambiente. En las poblaciones alejadas del río Salado la falta de agua es un problema mayor. El templo católico es continuación de la reducción jesuítica de San José de las Petacas, y en él se desarrolla un proyecto de la Compañía de Jesús para asistir al desarrollo del lugar. El pueblo carede de comisión municipal, energía eléctrica y agua potable, pero cuenta con un puesto sanitario y en el templo hay un teléfono. No hay fuentes estables de trabajo, sólo pequeños emprendimientos agrupados como ladrillerías, cultivo de algodón, huertas o cría de ganado menor. En 2011 se inauguró un Centro Comunitario.

## Población
Cuenta con 38 habitantes (Indec, 2010), lo que representa un marcado descenso del 58% frente a los 91 habitantes (Indec, 2001) del censo anterior.
| Gráfica de evolución demográfica de San José del Boquerón entre 1991 y 2010 |
|                                                                             |
| Fuente: Censos nacionales del INDEC                                         |

## Parroquias de la Iglesia católica en San José del Boquerón
| Diócesis   | Añatuya                                                                     |
| ---------- | --------------------------------------------------------------------------- |
| Parroquias | Nuestra Señora de La Candelaria (en La Candelaria), San José de las Petacas |